# Ruimtelijk Structuurplan
Een ruimtelijk structuurplan of structuurplan is in Vlaanderen een plan dat de verwachte en gewenste ruimtelijke ontwikkelingen weergeeft voor een gemeente (of delen ervan),  voor een provincie of een gewest. Een voorbeeld ervan is het Ruimtelijk Structuurplan Vlaanderen. Het is een door de overheid bestelde wetenschappelijk onderbouwde studie met richtlijnen over de ruimtelijke ordening in Vlaanderen.

## Oorsprong
Het structuurplan is voortgekomen uit de strijd tegen de technocratische stedenbouw van de jaren 60. De inbreng van bewoners via overleggroepen is dan ook groot.

## Inhoud structuurplan
Er worden een aantal inhoudelijke eisen gesteld aan het structuurplan. Het structuurplan dient de volgende onderdelen te bevatten:
- een informatief deel dat zowel de bestaande toestand als de verwachte ruimtelijke tendenzen inventariseert, en dient als wetenschappelijke basis
- een richtinggevend deel, waarin de totaalvisie voor het plangebied wordt vastgelegd
- een bindend deel, dat een aantal verplicht uit te voeren acties vastlegt, die uiteraard moeten volgen uit de visie van het richtinggevend deel

## Functies structuurplan
Het structuurplan vervult verschillende functies. Het structuurplan kan bijvoorbeeld een coördinerende functie hebben tussen het verschillend ruimtelijk beleid van de gemeente. Het structuurplan kan ook dienen als toetsingskader voor een bestemmingsplan.

## Wettelijke status
Hoewel het structuurplan niet zulke vergaande rechtsgevolgen voor de burgers heeft als het bestemmingsplan, zijn de procedurele eisen die gesteld worden aan het structuurplan vergelijkbaar met die van het bestemmingsplan. Er dient dan ook uitvoerig onderzoek gedaan te worden en de inspraakmogelijkheden voor burgers zijn vergaand. 